# Petroica boodang
Petroica boodang là một loài chim trong họ Petroicidae.
Loài này được tìm thấy ở lục địa Úc và các hòn đảo ngoài khơi, bao gồm Tasmania. Các loài này được tách ra vào năm 1999 bởi Schodde and Mason,, và như là bộ sưu tập ban đầu của Gmelin từ đảo Norfolk, loài này giữ lại tên của nhiều màu và nay được gọi là Petroica multicolor.
Loài này ăn các động vật chân đốt như côn trùng và nhện. Chúng điều chỉnh hành vi tìm kiếm mồi của mình theo mùa, kiếm ăn chủ yếu trên mặt đất trong mùa đông, nhưng trong mùa hè và mùa xuân chúng thường bắt con mồi từ vỏ cây và tán lá.
Đây là loài có tính lãnh thổ và chung thủy một vợ một chồng.